# Ignacio Pastor Alemañ
Ignacio "Nacho" Pastor Alemañ (Elx, 3 d'abril de 2000) és un futbolista valencià que juga com a defensa central pel CF Lorca Deportiva, cedit per l'Elx CF.
Pastor va ingressar al planter de l'Elx CF el 2011, procedent de la SCD Intangco. Promocionat a l'Elx Club de Futbol Il·licità el juliol de 2019, va debutar com a sènior el 25 d'agost, com a titular, en un empat 1–1 a Tercera Divisió contra l'Atzeneta UE.
Pastor debutà amb el primer equip l'11 de gener de 2020, jugant els 90 minuts en una derrota per 2–1 a fora contra el Yeclano Deportivo, en la Copa del Rei de futbol 2019–20. El seu debut com a professional va passar onze dies més tard, quan inicià el partit en un empat 1–1 a casa contra l'Athletic Club, tot i que finalment l'equip perdé en la tanda de penals.
El 5 d'octubre de 2020, Pastor fou cedit al CF Lorca Deportiva, de Segona Divisió B, per un any.